# Len Graham
William George Leonard „Len“ Graham (* 17. Oktober 1925 in Belfast; † 30. September 2007 in Blackpool) war ein nordirischer Fußballspieler und -trainer. Als Verteidiger war er vor allem bekannt als langjähriger Spieler der Doncaster Rovers, für die er zumeist in der zweiten englischen Liga aktiv war und zwischen 1949 und 1958 insgesamt 332 Pflichtspiele bestritt. Dazu absolvierte er 14 Länderspiele für Nordirland und war Teil des Kaders anlässlich der WM-Endrunde 1958 in Schweden. Dort kam er jedoch nicht zum Einsatz und war lediglich in der Heimat „auf Abruf“.

## Sportlicher Werdegang
Graham war zunächst Halbstürmer bei den Linfield Swifts, dem Reserveteam des Linfield FC, und schulte beim Brantwood FC zum Außenverteidiger um. Er wurde im Oktober 1949 bereits 24 Jahre alt, bevor es ihn zum englischen Drittligisten Doncaster Rovers zog. Dort hatte gerade sein nordirischer Landsmann Peter Doherty das erste Trainerengagement angetreten und Graham zählte zu seinen ersten Verpflichtungen. Die erste Saison 1949/50 beendete Grahams neuer Klub mit dem Gewinn der Third-Division-North-Meisterschaft und dem damit verbundenen Aufstieg in die zweithöchste englische Spielklasse. Hatte Graham zu diesem Erfolg mit zehn Ligaeinsätzen noch vergleichsweise wenig beigetragen (sein Debüt hatte er erst am 18. März gegen den AFC Wrexham (2:0) gegeben), wurde er dann ab der folgenden Spielzeit 1950/51 umso präsenter.
In den anschließenden acht Jahren war Graham Stammspieler, zumeist auf der Position des rechten Verteidigers. Dabei stellte er einen wichtigen Pfeiler in der Mannschaft dar, die sich stetig in der höheren Spielklasse etablierte. Nach seinem Länderspiel-Einstand am 7. März 1951 gegen Wales (1:2) war er bis Ende 1955 zudem eine fest Größe auf der rechten Abwehrseite der nordirischen Nationalmannschaft und bis dahin 13-Mal in der Startelf, bevor ihn sein vormaliger Vertreter Willie Cunningham verdrängte. Doherty, der sowohl Vereinstrainer in Doncaster als auch nordirischer Nationaltrainer war, zählte indes weiterhin auf ihn, zog ihn dabei gelegentlich auf die linke Abwehrseite und nominierte ihn für den nordirischen Kader bei der WM-Endrunde 1958 in Schweden. Als „Stand-by-Spieler“ reiste er jedoch nicht zum Turnier mit und es folgte nur noch als Vertretung für Alf McMichael ein 14. und letztes Länderspiel für Nordirland am 4. Oktober 1958 gegen England (3:3).
Kurz nach dem Abstieg von Doncaster nach Abschluss der Saison 1957/58 wechselte Graham im November 1958 zum Viertligisten Torquay United. Nach Ablauf der Spielzeit 1958/59 heuerte er in der nordirischen Heimat beim Ards FC als Spielertrainer an, nachdem er in Doncaster seine Trainerausbildung abgeschlossen hatte. Er tat sich jedoch schwer, den vormaligen Erfolgstrainer George Eastham (Vater des gleichnamigen späteren englischen Weltmeisters) zu ersetzen und nach nur einer Saison wurde er bereits wieder entlassen. Dabei hatte er sein Team ins Endspiel des nordirischen Pokals geführt, dort aber deutlich mit 1:5 gegen den Linfield FC verloren. Während dieser Zeit betreute er auch die nordirische B-Nationalmannschaft. Später arbeitete er in den 1960er-Jahren als Co-Trainer von Stoke City sowie zwischen 1967 und 1975 beim FC Blackpool. In Blackpool verstarb er schließlich Ende September 2007 im Alter von 81 Jahren.